# Younes Elamine
Younes Elamine (arabe : يونس الأمين), né à Agadir, au Maroc, est un poète, auteur-compositeur-interprète, producteur de musique et entrepreneur franco-marocain ,.

## Biographie
Aîné d'une famille de trois enfants, il grandit à Agadir au Maroc jusqu'à obtention de son baccalauréat en Mathématiques au lycée Youssef Ben Tachfine à l'âge de 17 ans, puis vit à Casablanca pendant deux ans afin d'effectuer des classes préparatoires en Mathématiques aux CPGE Galilée, avant de partir poursuivre ses études en France en 2001 - où il acquiert une licence en "Mathématiques et Informatique", puis un Diplôme d'Université (option "Économie") à l'Université de la Méditerranée Aix-Marseille II à Marseille, et effectue un Master en "Ingénierie d'affaires" à l'École Supérieure de Commerce et Technologie (ESCT) à Toulon.[réf. nécessaire]
En 2008, il entame ses premiers concerts à base de reprises, puis se produit avec ses propres chansons et réalise ses premiers enregistrements[réf. nécessaire].
Le 1er décembre 2009, sort son premier album (EP 5 titres) nommé "Nouveau Décor".
En juillet 2011, il participe à la 10e édition du festival Quand l'Afrique nous tient à Paris.
Le 21 mars 2013, paraît un nouvel album nommé Épisodes.
En juillet 2015, il participe au festival Shubbak - consacré à la culture contemporaine arabe - à Londres.
En février 2018, il participe au festival Talguitart à Agadir, premier festival consacré à la guitare au Maroc[réf. nécessaire].
Le 7 juillet 2018, sort son nouveau single en arabe nommé Mandhar Ghrib (Étrange vue), enregistré à Londres et masterisé aux studios Metropolis par Tim Young (gagnant d'un Grammy Award en 2008 pour l'album Love des Beatles).

## Albums
- 2009 : Nouveau Décor (5 titres)[9],
- 2013 : Épisodes (10 titres)[10]. L'album contient une reprise de Masters of War de Bob Dylan.
- 2018 : Mandhar Ghrib (single en arabe)[11].